# 十二国记剧集列表
本条目介绍《十二国记》的各集与其对应标题，动画本身根据小野不由美的小说改编的，由山田章博担任插画。该系列于2002年4月9日至2003年8月30日在日本NHK电视台播出，共45集，直到完结。片头主题曲是梁邦彥的《十二幻夢曲》，片尾主题曲是有坂美香的《月迷風影》。该动画系列曾在美国由Media Blasters发行了DVD和蓝光，现在已经绝版。但该许可证后来被转让给了迪科传媒，后者于2019年发布了完整的蓝光版本。

## 各标题对应话数
| 話數       | 中文標題          | 中文標題 | 日文標題          | 日文標題 | 脚本     | 分鏡                | 演出                  | 作畫監督                          |
| ---------- | ----------------- | -------- | ----------------- | -------- | -------- | ------------------- | --------------------- | --------------------------------- |
| 第一話     | 月之影 影之海     | 一章     | 月の影 影の海     | 一章     | 會川昇   | 小林常夫            | 小林常夫              | 田中比呂人                        |
| 第二話     | 月之影 影之海     | 二章     | 月の影 影の海     | 二章     | 會川昇   | 須間雅人            | 中村哲治              | 門上洋子 窪詔之                   |
| 第三話     | 月之影 影之海     | 三章     | 月の影 影の海     | 三章     | 會川昇   | 佐藤卓哉            | 大八木正勝            | 遠藤裕一                          |
| 第四話     | 月之影 影之海     | 四章     | 月の影 影の海     | 四章     | 會川昇   | 中村哲治            | 中村哲治              | 清水惠子                          |
| 第五話     | 月之影 影之海     | 五章     | 月の影 影の海     | 五章     | 會川昇   | 齋藤哲人            | 小原正和              | つばたよしあき 遠藤裕一           |
| 第六話     | 月之影 影之海     | 六章     | 月の影 影の海     | 六章     | 會川昇   | 吉川浩司            | 吉川浩司              | 村上直紀 山澤實                   |
| 第七話     | 月之影 影之海     | 七章     | 月の影 影の海     | 七章     | 會川昇   | 佐藤真二            | 佐藤真二              | 窪詔之                            |
| 第八話     | 月之影 影之海     | 八章     | 月の影 影の海     | 八章     | 會川昇   | 佐藤卓哉            | 大八木正勝            | 大竹紀子 齋藤寬                   |
| 第九話     | 月之影 影之海     | 九章     | 月の影 影の海     | 九章     | 會川昇   | 齋藤哲人            | 中村賢太朗            | 門上洋子 齋藤寬 山澤實            |
| 第十話     | 月之影 影之海     | 十章     | 月の影 影の海     | 十章     | 會川昇   | 宮崎なぎさ          | 宮崎なぎさ            | 遠藤裕一                          |
| 第十一話   | 月之影 影之海     | 十一章   | 月の影 影の海     | 十一章   | 會川昇   | 藤森雅也            | 熨斗谷充孝            | 窪詔之                            |
| 第十二話   | 月之影 影之海     | 十二章   | 月の影 影の海     | 十二章   | 會川昇   | 木村哲              | 吉川浩司              | 村上直紀 山澤實                   |
| 第十三話   | 月之影 影之海     | 終章     | 月の影 影の海     | 終章     | 會川昇   | 須間雅人 田中比呂人 | 中村賢太郎 大八木正勝 | 大竹紀子                          |
| 第十四話   | 月之影 影之海     | 轉章     | 月の影 影の海     | 転章     | 會川昇   | 須間雅人            | 須間雅人              | 門上洋子                          |
| 第十五話   | 風之海 迷宮之岸   | 一章     | 風の海 迷宮の岸   | 一章     | 會川昇   | 佐藤真二            | 佐藤真二              | 遠藤裕一                          |
| 第十六話   | 風之海 迷宮之岸   | 二章     | 風の海 迷宮の岸   | 二章     | 會川昇   | 齋藤哲人            | 中村賢太朗            | 窪詔之                            |
| 第十七話   | 風之海 迷宮之岸   | 三章     | 風の海 迷宮の岸   | 三章     | 會川昇   | 木村哲              | 吉川浩司              | 村上直紀                          |
| 第十八話   | 風之海 迷宮之岸   | 四章     | 風の海 迷宮の岸   | 四章     | 會川昇   | よしざね桜 潮乱太   | 土屋浩幸              | 大竹紀子 齋藤寬                   |
| 第十九話   | 風之海 迷宮之岸   | 五章     | 風の海 迷宮の岸   | 五章     | 會川昇   | 佐藤卓哉            | 矢野篤                | 門上洋子 時矢義則                 |
| 第二十話   | 風之海 迷宮之岸   | 終章     | 風の海 迷宮の岸   | 終章     | 會川昇   | 宮崎なぎさ          | 宮崎なぎさ            | 遠藤裕一                          |
| 第二十一話 | 風之海 迷宮之岸   | 轉章     | 風の海 迷宮の岸   | 転章     | 會川昇   | 須間雅人            | 須間雅人              | 田中比呂人                        |
| 第二十二話 | 書簡              | 書簡     | 書簡              | 書簡     | 會川昇   | 木村哲              | 中村賢太朗            | 窪詔之                            |
| 第二十三話 | 風之萬里 黎明之空 | 一章     | 風の万里 黎明の空 | 一章     | 會川昇   | 佐藤真二 須間雅人   | 熨斗谷充孝            | 門上洋子 時矢義則 芝美奈子 齋藤寬 |
| 第二十四話 | 風之萬里 黎明之空 | 二章     | 風の万里 黎明の空 | 二章     | 會川昇   | よしざね桜          | 杉山慶一              | 堀越久美子 村上直紀               |
| 第二十五話 | 風之萬里 黎明之空 | 三章     | 風の万里 黎明の空 | 三章     | 會川昇   | 木村哲              | 土屋浩幸              | 遠藤裕一                          |
| 第二十六話 | 風之萬里 黎明之空 | 四章     | 風の万里 黎明の空 | 四章     | 會川昇   | 佐藤真二            | 佐藤真二              | 小林理 津幡佳明                   |
| 第二十七話 | 風之萬里 黎明之空 | 五章     | 風の万里 黎明の空 | 五章     | 會川昇   | 齋藤哲人 秋山勝仁   | 中村賢太朗            | 窪詔之                            |
| 第二十八話 | 風之萬里 黎明之空 | 六章     | 風の万里 黎明の空 | 六章     | 會川昇   | うえだしげる        | うえだしげる          | 遠藤裕一 時矢義則 芝美奈子 小林理 |
| 第二十九話 | 風之萬里 黎明之空 | 七章     | 風の万里 黎明の空 | 七章     | 會川昇   | 高岡淳一            | 武山遊山              | 堀越久美子 村上直紀               |
| 第三十話   | 風之萬里 黎明之空 | 八章     | 風の万里 黎明の空 | 八章     | 會川昇   | 齋藤哲人 秋山勝仁   | 熨斗谷充孝            | 窪詔之 津幡佳明 齋藤寬            |
| 第三十一話 | 風之萬里 黎明之空 | 轉章     | 風の万里 黎明の空 | 転章     | 會川昇   | 須間雅人            | 今千秋                | 田中比呂人 清水惠子 楠本祐子      |
| 第三十二話 | 風之萬里 黎明之空 | 九章     | 風の万里 黎明の空 | 九章     | 會川昇   | 佐藤卓哉            | 土屋浩幸              | 小林理                            |
| 第三十三話 | 風之萬里 黎明之空 | 十章     | 風の万里 黎明の空 | 十章     | 會川昇   | うえだしげる        | うえだしげる          | 時矢義則 芝美奈子                 |
| 第三十四話 | 風之萬里 黎明之空 | 十一章   | 風の万里 黎明の空 | 十一章   | 會川昇   | 佐藤真二            | 佐藤真二              | 遠藤裕一                          |
| 第三十五話 | 風之萬里 黎明之空 | 十二章   | 風の万里 黎明の空 | 十二章   | 會川昇   | 森脇真琴 齋藤哲人   | 吉川浩司              | 長谷川高志                        |
| 第三十六話 | 風之萬里 黎明之空 | 十三章   | 風の万里 黎明の空 | 十三章   | 會川昇   | 高岡淳一            | 土屋浩幸              | 門上洋子 楠本祐子                 |
| 第三十七話 | 風之萬里 黎明之空 | 十四章   | 風の万里 黎明の空 | 十四章   | 會川昇   | 齋藤哲人 高岡淳一   | 中村賢太朗            | 窪詔之                            |
| 第三十八話 | 風之萬里 黎明之空 | 十五章   | 風の万里 黎明の空 | 十五章   | 會川昇   | うえだしげる        | うえだしげる          | 小林理 遠藤裕一                   |
| 第三十九話 | 風之萬里 黎明之空 | 終章     | 風の万里 黎明の空 | 終章     | 會川昇   | 須間雅人            | 佐藤真二              | 田中比呂人                        |
| 第四十話   | 乘月              | 乘月     | 乗月              | 乗月     | 會川昇   | 佐藤真二            | うえだしげる          | 遠藤裕一                          |
| 第四十一話 | 東之海神 西之滄海 | 一章     | 東の海神 西の滄海 | 一章     | 藤間晴夜 | 山崎浩司 高岡淳一   | 山崎浩司              | 窪詔之                            |
| 第四十二話 | 東之海神 西之滄海 | 二章     | 東の海神 西の滄海 | 二章     | 藤間晴夜 | 齋藤哲人 佐藤真二   | わたなべじゅんいち    | 村上直紀 内田シンヤ               |
| 第四十三話 | 東之海神 西之滄海 | 三章     | 東の海神 西の滄海 | 三章     | 藤間晴夜 | 中村賢太朗          | 中村賢太朗            | 小林理                            |
| 第四十四話 | 東之海神 西之滄海 | 終章     | 東の海神 西の滄海 | 終章     | 藤間晴夜 | 高岡淳一            | 土屋浩幸              | 津幡佳明 門上洋子                 |
| 第四十五話 | 東之海神 西之滄海 | 轉章     | 東の海神 西の滄海 | 転章     | 藤間晴夜 | 佐藤真二            | 山崎浩司              | 田中比呂人                        |

1. ↑  Pineda, Rafael Antonio. . Anime News Network. March 24, 2019  [March 25, 2019]. （原始内容存档于2023-06-05）.